# صاریغ‌میگوسانان
صاریغ‌میگوسانان (نام علمی: Mysida) نام یک راسته از فراراستهُ میگوهای کیسه‌دار است.